# Бьойомі
Бьойомі (яп. 秒読み - відлік секунд) - система контролю часу в настільних іграх, зокрема в ґо. Бьойомі використовується для того, щоб досягнути нормального завершення партії і уникнути ситуації, в якій один із гравців затягуватиме гру марними ходами, сподіваючись, що у супротивника спливе відведений на партію час. Система бьойомі склалася в Японії в 30-х роках 20-го століття.
При використанні бьойомі кожен гравець отримує на обдумування ходів певний основний час, наприклад, 8 годин. Коли час на обдумування спливає гравець не програє одразу ж за часом, а отримує певну кількість часу на виконання наступних ходів. Наприклад, правилами змагань можуть бути встановлені 5 періодів бьойомі по 1 хвилині кожен. Це означає, що у розпорядженні гравця залишається ще 5 хвилин. Якщо він виконує хід впродовж однієї хвилини, то його час не змінюється, і на наступний хід він має ті ж 5 хвилин. Якщо він не виконує хід за хвилину, то в його розпорядженні залишається 4 хвилини - він використав один із періодів бйойомі. Гравець програє за часом лише тоді, коли у нього залишається 1 хвилина на роздуми, і впродовж цієї хвилини він не виконує ходу. 
Практично це здійснюється таким чином. Коли починається період бьойомі суддя попереджає гравця про це. Коли залишається півхвилини, гравець отримує ще одне попередження. Коли залишається 10 секунд, суддя починає гучно відраховувати від одиниці до десяти. Коли суддя вимовив "десять", а хід ще не зроблений, період бьойомі вважається використаним. 
В турнірах часто використовуються інгівські годинники, які відраховують бьойомі китайською або англійською мовою, за вибором гравців. Цю опцію в годинниках неможливо відключити[джерело не вказане 1708 днів], тому на турнірах з великою кількістю гравців при наближенні до часового контролю в залах стає дуже гомірно - десятки годинників відраховують бьойомі водночас.

## Канадське бьойомі
На інтернетівських серверах окрім звичного японського бьойомі застосовується також "канадське бьойомі", при якому гравцям дається певний час на партію, наприклад, 1 хвилину, а при перевищенні цього часу - певний відрізок на певну кількість ходів, наприклад, 5 або 10 хвилин на 25 ходів. Це досить швидкий темп гри, але справжній бліц починається з 3 хвилин на 25 ходів. Канадське бьойомі схоже на контроль часу, який використовується у шахах. На го-серверах за бажанням гравців використовується іноді система з абсолютним часом - тобто без будь-якого бьойомі. 

## В Україні
В Україні го любительське, турніри проводяться зазвичай протягом вікенду, а тому існує необхідність зіграти 3 партії в день. Тому звичний для українських турнірів контроль часу: 1 година 15 хвилин на партію і три періоди канадського бьойомі: 1-й - 5 хвилин на 20 ходів, 2-й - 5 хвилин на 30 ходів, 3-ій - 5 хвилин на 50 ходів. 